# Wes Madiko
Wes Madiko, noto anche con lo pseudonimo di Wes (Motaba, 15 aprile 1964 – Alençon, 25 giugno 2021), è stato un cantante, musicista e chitarrista camerunese.
Esponente africano della world music, visse dividendosi tra Europa e Stati Uniti.

## Biografia
Nato in un villaggio a pochi chilometri da Douala, Wes Madiko sviluppò l'amore per il canto all'età di 10 anni grazie al nonno, formando su suo consiglio un gruppo musicale, chiamato Kwa Kwassi. Nel 1987, incoraggiato da alcuni turisti francesi, decise di lasciare il Camerun per l'Europa, dove coi musicisti Jo Sene e Benjamin Valfroy creò un nuovo gruppo, i Fakol; per due anni suonò in vari Paesi europei, soprattutto Francia e Paesi Bassi. Terminata quest'esperienza lavorò per qualche tempo in alcune scuole di Lilla, in Francia, affiancando gli insegnanti di sostegno per avvicinare alla musica i bambini svantaggiati.
Nel 1992 Wes si trasferì negli Stati Uniti dove incise il suo primo album da solista, Roots, riscuotendo un discreto successo. Ma l'anno di svolta per Wes fu il 1996, quello in cui vide pubblicato il secondo album, Welenga: il singolo Alane, composto e arrangiato da Michel Sanchez del duo Deep Forest, diventerà infatti una hit internazionale, facendo anche di Wes il secondo artista africano dopo Khaled a conquistare il disco di diamante in Francia. Un'altra canzone di Wes, In Youpendi, fu inserita nella colonna sonora del film Il re leone II - Il regno di Simba.
La discografia di Madiko, caratterizzata da testi prevalentemente in lingue africane locali, riflette sempre atmosfere permeate da serenità e ottimismo, nonostante i gravi lutti affrontati dall'artista nel 1990 (la morte del fratello Jacques e quella del padre subito dopo).
Nel nuovo millennio Wes Madiko prese parte soprattutto a progetti di musica elettronica. Nel 2009 fu l'ospite d'onore al Festival delle Culture di Ravenna. 
Nel 2020 il suo più grande successo Alane fu ripreso dal dj Robin Schulz e pubblicato come singolo, per poi essere inserito all'interno dell'album IIII.
Morì in Francia nel giugno del 2021, a 57 anni di età, per le improvvise complicazioni sorte in seguito a un intervento chirurgico. Era stato ricoverato per un'infezione in un ospedale di Alençon, la città in cui da tempo viveva con la moglie Katia e i cinque figli.

## Discografia

### Album
- 1996 - Welenga
- 2000 - Sinami: The Memory
- 2010 - Melowe

### Singoli
- 1997 - Alane
- 1997 - Awa Awa
- 1998 - Midiwa Bôl (I Love Football)
- 1999 - Doutou
- 2000 - Keli Maye